# Rifugio ingegner Wiltgen
Il rifugio ingegner Wiltgen (in portoghese Refúgio Engenheiro Wiltgen) era un'installazione antartica estiva brasiliana intitolata all'ingegner João Aristides Wiltgen, fondatore dell'Istituto brasiliano di studi antartici.
Inaugurato il 3 febbraio del 1985 venne smantellato durante l'estate 1997/98.
Era localizzato ad una latitudine di 61°01′S ed a una longitudine di 55°21′O la struttura si trovava sull'isola Elephant, nelle Shetland meridionali e dipendeva sia logisticamente che amministrativamente dalla stazione Ferraz.